# Apatity
Apatity (Russisch: Апатиты) is een stad in de oblast Moermansk.
Apatity is gelegen op 185 kilometer ten zuiden van Moermansk in het midden van het schiereiland Kola en ligt tussen het grootste meer van de oblast, het Imandrameer, en het massief van de Chibinen, waarvan de hoogste top, de Joedysjvoemsjorr, 1200 meter hoog is. Apatity is de op een na grootste stad in de oblast Moermansk. 23 kilometer oostelijker ligt de buurstad Kirovsk.
De stad werd gesticht in 1935 en werd vernoemd naar de natuurlijke hulpbron die het meest aanwezig is; apatiet. In 1966 kreeg Apatity de status van stad onder jurisdictie van de oblast.
Aanwezige instellingen voor hoger onderwijs
- Filiaal van de Staatsuniversiteit van Petrozavodsk
- Filiaal van de Staatsacademie voor Technische Economie van Sint-Petersburg

| 1939  | 1959   | 1970   | 1979   | 1989   | 2002   |
| ----- | ------ | ------ | ------ | ------ | ------ |
| 4.000 | 15.200 | 45.600 | 62.000 | 88.000 | 64.400 |

Bestuurlijk centrum: Moermansk

Apatity · Gadziejevo · Kandalaksja · Kirovsk · Kola · Kovdor · Montsjegorsk · Olenogorsk · Ostrovnoj · Poljarny · Poljarnye Zory · Severomorsk · Snezjnogorsk · Zaozjorsk · Zapoljarny